# Памятник К. Д. Ушинскому
Памятник К. Д. Ушинскому — скульптурный монумент русскому педагогу и писателю К. Д. Ушинскому. Установлен в 1961 году в Санкт-Петербурге на набережной реки Мойки перед главным зданием Российского государственного педагогического университета имени А. И. Герцена. Авторы проекта памятника — скульптор В. В. Лишев и архитектор В. И. Яковлев. Памятник является объектом культурного наследия федерального значения.

## История
Первые планы установки в Санкт-Петербурге памятника К. Д. Ушинскому появились ещё до Октябрьской революции. Был образован Комитет по подписке сбора средств на сооружение памятника, который в 1914 году объявил конкурс проектов. По итогам конкурса был принят проект скульптора Н. Л. Аронсона. Предлагалось установить памятник в районе дома № 8 по Сердобольской улице перед будущим Училищным домом имени К. Д. Ушинского, однако эти планы так и не были воплощены.
Окончательное решение об установке в Ленинграде памятника К. Д. Ушинскому было принято в 1945 году Советом Народных комиссаров СССР в связи с грядущим 75-летием со дня смерти педагога. Для будущего памятника был выбран проект скульптора В. В. Лишева и архитектора В. И. Яковлева. Бронзовая скульптура была отлита на заводе «Монументскульптура» в 1953 году. Сооружением постамента занимался Ленинградский камнеобрабатывающий завод. Торжественное открытие памятника состоялось 30 июня 1961 года.

## Описание
Фигура К. Д. Ушинского стоит на пьедестале во весь рост. Скульптор изобразил знаменитого педагога в последний период его жизни, когда он уже получил известность и признание. В образе Ушинского скульптору удалось раскрыть его человечность и гуманность. Фигура педагога хорошо гармонирует с прямоугольным постаментом из серого полированного гранита. Высота скульптуры составляет 3,5 м, высота постамента — 4 м.